# Rutenarsenite
La rutenarsenite è un minerale.